# Campionato italiano di hockey su ghiaccio 2009-2010
Il Campionato italiano di hockey su ghiaccio 2009-2010 è stato organizzato dalla FISG e - limitatamente alle prime due serie - dalla LIHG.
È suddiviso a livello nazionale in Serie A, Serie A2, Serie C Under 26 (per il ridotto numero di squadre non più suddivisa in due divisioni) e Serie C Interregionale (in tre gironi).

## Serie A
Nove le squadre iscritte, una in più della stagione precedente. Ha chiesto ed ottenuto di essere iscritta, infatti, l'HC Valpellice, che si è aggiunta a HC Bolzano (campione d'Italia uscente), SV Renon, HC Valpusteria, SG Cortina, HC Asiago, Alleghe HC, SG Pontebba e SHC Fassa.
La formula prevede un doppio girone di andata e ritorno, seguito da un girone di sola andata, che determinerà la griglia dei play-off per le prime otto classificate. Tutte le gare dei play-off saranno disputate al meglio delle sette gare.

### Stagione Regolare
|    |               |       |    |    |     |     |    |     |     |
|    | Squadre       | Punti | PG | V  | VOT | POT | P  | GF  | GS  |
| 1. | Ritten-Renon  | 79    | 40 | 24 | 1   | 5   | 10 | 147 | 114 |
| 2. | Val Pusteria  | 75    | 40 | 23 | 2   | 2   | 13 | 153 | 113 |
| 3. | Asiago        | 75    | 40 | 20 | 6   | 3   | 11 | 133 | 109 |
| 4. | Bolzano       | 69    | 40 | 19 | 5   | 2   | 14 | 127 | 110 |
| 5. | Pontebba      | 62    | 40 | 17 | 4   | 3   | 16 | 137 | 140 |
| 6. | Fassa Falcons | 57    | 40 | 17 | 1   | 4   | 18 | 93  | 97  |
| 7. | Alleghe       | 46    | 40 | 12 | 3   | 4   | 21 | 114 | 150 |
| 8. | Valpellice    | 41    | 40 | 11 | 3   | 2   | 24 | 144 | 177 |
| 9. | Cortina       | 36    | 40 | 9  | 3   | 3   | 25 | 113 | 151 |

Legenda: PG = partite giocate; V = vittorie conseguite nei tempi regolamentari; VOT= vittorie conseguite ai tempi supplementari o ai rigori; POT = sconfitte subite ai tempi supplementari o ai rigori; P = sconfitte subite nei tempi regolamentari; GF = reti segnate; GS = reti subite
Il Val Pusteria è secondo e l'Asiago terzo in virtù dei risultati negli scontri diretti.

### Play-off
|  | Quarti di finale | Quarti di finale | Quarti di finale | Quarti di finale | Quarti di finale | Quarti di finale | Quarti di finale | Quarti di finale | Quarti di finale |              |   | Semifinali | Semifinali | Semifinali | Semifinali | Semifinali | Semifinali | Semifinali | Semifinali | Semifinali |  |  | Finali       | Finali | Finali | Finali | Finali | Finali | Finali | Finali | Finali |  |  |
|  |                  |                  |                  |                  |                  |                  |                  |                  |                  |              |   |            |            |            |            |            |            |            |            |            |  |  |              |        |        |        |        |        |        |        |        |  |  |
|  | 1                | Ritten-Renon     | 8                | 7                | 4                | 3                | 6                |                  |                  |              |   |            |            |            |            |            |            |            |            |            |  |  |              |        |        |        |        |        |        |        |        |  |  |
|  | 8                | Valpellice       | 2                | 2                | 2                | 4‡               | 2                |                  |                  |              |   |            |            |            |            |            |            |            |            |            |  |  |              |        |        |        |        |        |        |        |        |  |  |
|  | 8                | Valpellice       | 2                | 2                | 2                | 4‡               | 2                |                  |                  | Ritten-Renon | 4 | 2‡         | 2          | 4          | 3          | 4          |            |            |            |            |  |  |              |        |        |        |        |        |        |        |        |  |  |
|  |                  |                  |                  |                  |                  |                  |                  |                  |                  | Ritten-Renon | 4 | 2‡         | 2          | 4          | 3          | 4          |            |            |            |            |  |  |              |        |        |        |        |        |        |        |        |  |  |
|  |                  |                  | Bolzano          | 1                | 1                | 3                | 5†               | 2                | 2                |              |   |            |            |            |            |            |            |            |            |            |  |  |              |        |        |        |        |        |        |        |        |  |  |
|  | 4                | Bolzano          | Bolzano          | 1                | 1                | 3                | 5†               | 2                | 2                | 3            | 2 | 7          | 3          | 4‡         | 3          | 3‡         |            |            |            |            |  |  |              |        |        |        |        |        |        |        |        |  |  |
|  | 4                | Bolzano          |                  |                  |                  |                  |                  |                  |                  | 3            | 2 | 7          | 3          | 4‡         | 3          | 3‡         |            |            |            |            |  |  |              |        |        |        |        |        |        |        |        |  |  |
|  | 5                | Pontebba         | 4‡               | 4                | 1                | 5                | 3                | 2                | 2                |              |   |            |            |            |            |            |            |            |            |            |  |  |              |        |        |        |        |        |        |        |        |  |  |
|  |                  |                  |                  |                  |                  |                  |                  |                  |                  |              |   |            |            |            |            |            |            |            |            |            |  |  | Ritten-Renon | 2      | 1      | 2      | 2      |        |        |        |        |  |  |
|  |                  |                  |                  | Asiago           | 3‡               | 4                | 3                | 5                |                  |              |   |            |            |            |            |            |            |            |            |            |  |  |              |        |        |        |        |        |        |        |        |  |  |
|  | 2                | Val Pusteria     | 5                | 2‡               | 4                | 3                |                  |                  |                  |              |   |            |            |            |            |            |            |            |            |            |  |  |              |        |        |        |        |        |        |        |        |  |  |
|  | 7                | Alleghe          | 4                | 1                | 1                | 2                |                  |                  |                  |              |   |            |            |            |            |            |            |            |            |            |  |  |              |        |        |        |        |        |        |        |        |  |  |
|  | 7                | Alleghe          | 4                | 1                | 1                | 2                |                  |                  | Val Pusteria     | 4            | 0 | 3          | 2          | 2          | 3          |            |            |            |            |            |  |  |              |        |        |        |        |        |        |        |        |  |  |
|  |                  |                  |                  |                  |                  |                  |                  |                  |                  | 4            | 0 | 3          | 2          | 2          | 3          |            |            |            |            |            |  |  |              |        |        |        |        |        |        |        |        |  |  |
|  |                  |                  | Asiago           | 6                | 5                | 1                | 4                | 1                | 7                |              |   |            |            |            |            |            |            |            |            |            |  |  |              |        |        |        |        |        |        |        |        |  |  |
|  | 3                | Asiago           | Asiago           | 6                | 5                | 1                | 4                | 1                | 7                | 1            | 2 | 2‡         | 5          | 2          | 5          |            |            |            |            |            |  |  |              |        |        |        |        |        |        |        |        |  |  |
|  | 3                | Asiago           |                  |                  |                  |                  |                  |                  |                  | 1            | 2 | 2‡         | 5          | 2          | 5          |            |            |            |            |            |  |  |              |        |        |        |        |        |        |        |        |  |  |
|  | 6                | Fassa Falcons    | 3                | 3                | 1                | 2                | 1                | 0                |                  |              |   |            |            |            |            |            |            |            |            |            |  |  |              |        |        |        |        |        |        |        |        |  |  |

†: partita terminata ai tempi supplementari
‡: partita terminata ai tiri di rigore
L'Hockey Club Asiago vince il secondo scudetto della sua storia.

## Serie A2
Otto le squadre iscritte alla seconda serie. Dopo l'iscrizione al massimo campionato del Valpellice e la rinuncia alla serie A2 da parte dell'HC Varese, ha avuto accesso alla seconda serie l'HC Merano, vincitore, la stagione precedente, della seconda divisione della Serie C U26. Gli altoatesini si sono aggiunti a Appiano Pirats, SV Caldaro, Egna Wild Goose, HC Gherdëina, WSV Vipiteno Broncos (campioni in carica), Real Torino HC e Hockey Milano Rossoblu.
La formula prevedeva un doppio girone di andata e ritorno con dimezzamento (con arrotondamento per difetto) dei punti conquistati al termine del primo girone. La seconda fase ha visto la formazione di due gironi: al girone A hanno preso parte le squadre classificate al 1º, 3º, 5º e 7º posto, al girone B le altre quattro.
Sono seguiti infine i play-off, che hanno visto coinvolte tutte e otto le compagini: nei quarti si sono sfidate la prima di ogni girone contro la quarta dell'altro e la seconda contro la terza. Il vantaggio del campo era in favore della squadra meglio classificata al termine della prima fase. Le sfide dei play-off sono state giocate al meglio dei sette incontri per quarti di finale e finale, al meglio dei cinque per le semifinali.

### Stagione Regolare
|    |                  |       |    |    |     |     |    |     |     |
|    | Squadre          | Punti | PG | V  | VOT | POT | P  | GF  | GS  |
| 1. | Eppan-Appiano    | 56    | 28 | 18 | 0   | 2   | 8  | 111 | 90  |
| 2. | Merano Junior    | 56    | 28 | 16 | 2   | 4   | 6  | 140 | 89  |
| 3. | Vipiteno Broncos | 53    | 28 | 14 | 5   | 1   | 9  | 113 | 85  |
| 4. | Gherdëina        | 49    | 28 | 15 | 1   | 2   | 10 | 109 | 102 |
| 5. | Real Torino      | 38    | 28 | 9  | 4   | 3   | 12 | 79  | 91  |
| 6. | Milano Rossoblu  | 31    | 28 | 9  | 1   | 2   | 16 | 71  | 87  |
| 7. | Neumarkt-Egna    | 27    | 28 | 6  | 4   | 2   | 16 | 83  | 125 |
| 8. | Kaltern-Caldaro  | 26    | 28 | 6  | 3   | 2   | 17 | 73  | 112 |

Legenda: PG = partite giocate; V = vittorie conseguite nei tempi regolamentari; VOT= vittorie conseguite ai tempi supplementari o ai rigori; POT = sconfitte subite ai tempi supplementari o ai rigori; P = sconfitte subite nei tempi regolamentari; GF = reti segnate; GS = reti subite
La regular season è andata all'Appiano per i migliori risultati negli scontri diretti con il Merano.

### Seconda fase

#### Girone A
|    |                  |       |    |   |     |     |   |    |    |    |
|    | Squadre          | Punti | PG | V | VOT | POT | P | GF | GS | PF |
| 1. | Vipiteno Broncos | 32    | 6  | 5 | 0   | 0   | 1 | 21 | 15 | 17 |
| 2. | Eppan-Appiano    | 22    | 6  | 1 | 0   | 1   | 4 | 14 | 19 | 18 |
| 3. | Real Torino      | 20    | 6  | 2 | 1   | 0   | 3 | 18 | 18 | 12 |
| 4. | Neumarkt-Egna    | 18    | 6  | 3 | 0   | 0   | 3 | 23 | 24 | 9  |

Legenda: PG = partite giocate; V = vittorie conseguite nei tempi regolamentari; VOT= vittorie conseguite ai tempi supplementari o ai rigori; POT = sconfitte subite ai tempi supplementari o ai rigori; P = sconfitte subite nei tempi regolamentari; GF = reti segnate; GS = reti subite; PF = punti portati in eredità dalla prima fase

#### Girone B
|    |                 |       |    |   |     |     |   |    |    |    |
|    | Squadre         | Punti | PG | V | VOT | POT | P | GF | GS | PF |
| 1. | Merano Junior   | 26    | 6  | 2 | 0   | 2   | 2 | 21 | 15 | 18 |
| 2. | Gherdëina       | 26    | 6  | 2 | 2   | 0   | 2 | 26 | 28 | 16 |
| 3. | Kaltern-Caldaro | 20    | 6  | 3 | 1   | 1   | 1 | 29 | 16 | 8  |
| 4. | Milano Rossoblu | 16    | 6  | 2 | 0   | 0   | 4 | 11 | 24 | 10 |

Legenda: PG = partite giocate; V = vittorie conseguite nei tempi regolamentari; VOT= vittorie conseguite ai tempi supplementari o ai rigori; POT = sconfitte subite ai tempi supplementari o ai rigori; P = sconfitte subite nei tempi regolamentari; GF = reti segnate; GS = reti subite; PF = punti portati in eredità dalla prima fase

### Play-off
|  | Quarti di finale | Quarti di finale | Quarti di finale |               |                  | Semifinali       | Semifinali | Semifinali |  |  | Finale | Finale | Finale |  |
|  |                  |                  |                  |               |                  |                  |            |            |  |  |        |        |        |  |
|  | Vipiteno Broncos | Vipiteno Broncos | 4                |               |                  |                  |            |            |  |  |        |        |        |  |
|  | Vipiteno Broncos | Vipiteno Broncos | 4                |               |                  |                  |            |            |  |  |        |        |        |  |
|  | Milano Rossoblu  | Milano Rossoblu  | 1                |               |                  |                  |            |            |  |  |        |        |        |  |
|  | Milano Rossoblu  | Milano Rossoblu  | 1                |               | Vipiteno Broncos | Vipiteno Broncos | 2          |            |  |  |        |        |        |  |
|  |                  |                  |                  |               | Vipiteno Broncos | Vipiteno Broncos | 2          |            |  |  |        |        |        |  |
|  |                  |                  | Gherdëina        | Gherdëina     | 3                |                  |            |            |  |  |        |        |        |  |
|  | Gherdëina        | Gherdëina        | Gherdëina        | Gherdëina     | 3                | 4                |            |            |  |  |        |        |        |  |
|  | Gherdëina        | Gherdëina        |                  |               |                  |                  |            |            |  |  |        |        |        |  |
|  | Real Torino      | Real Torino      | 3                |               |                  |                  |            |            |  |  |        |        |        |  |
|  | Real Torino      | Real Torino      | 3                |               | Gherdëina        | Gherdëina        | 0          |            |  |  |        |        |        |  |
|  |                  |                  |                  |               |                  |                  |            |            |  |  |        |        |        |  |
|  |                  |                  | Eppan-Appiano    | Eppan-Appiano | 4                |                  |            |            |  |  |        |        |        |  |
|  | Eppan-Appiano    | Eppan-Appiano    | Eppan-Appiano    | Eppan-Appiano | 4                | 4                |            |            |  |  |        |        |        |  |
|  | Eppan-Appiano    | Eppan-Appiano    |                  |               |                  |                  |            |            |  |  |        |        |        |  |
|  | Kaltern-Caldaro  | Kaltern-Caldaro  | 0                |               |                  |                  |            |            |  |  |        |        |        |  |
|  | Kaltern-Caldaro  | Kaltern-Caldaro  | 0                |               | Eppan-Appiano    | Eppan-Appiano    | 3          |            |  |  |        |        |        |  |
|  |                  |                  |                  |               | Eppan-Appiano    | Eppan-Appiano    | 3          |            |  |  |        |        |        |  |
|  |                  |                  | Merano Junior    | Merano Junior | 2                |                  |            |            |  |  |        |        |        |  |
|  | Merano Junior    | Merano Junior    | Merano Junior    | Merano Junior | 2                | 4                |            |            |  |  |        |        |        |  |
|  | Merano Junior    | Merano Junior    |                  |               |                  |                  |            |            |  |  |        |        |        |  |
|  | Neumarkt-Egna    | Neumarkt-Egna    | 2                |               |                  |                  |            |            |  |  |        |        |        |  |

L'HC Eppan vince la serie A2 2009-2010 battendo il Gherdëina per 4-0 nella serie (6:5, 4:3, 6:4, 3:2).

## Coppa Italia
Hanno partecipato alla Coppa Italia sedici delle diciassette squadre di A e A2. La neoiscritta HC Merano è stata esclusa. Le final four sono state ospitate al Palaonda di Bolzano.

### Tabellone
|  | Ottavi di finale | Ottavi di finale | Ottavi di finale |              |              | Quarti di finale | Quarti di finale | Quarti di finale |  |  | Semifinali | Semifinali | Semifinali |  |  | Finale | Finale | Finale |  |
|  |                  |                  |                  |              |              |                  |                  |                  |  |  |            |            |            |  |  |        |        |        |  |
|  | Fassa            | Fassa            | 1                |              |              |                  |                  |                  |  |  |            |            |            |  |  |        |        |        |  |
|  | Fassa            | Fassa            | 1                |              |              |                  |                  |                  |  |  |            |            |            |  |  |        |        |        |  |
|  | Vipiteno         | Vipiteno         | 2                |              |              |                  |                  |                  |  |  |            |            |            |  |  |        |        |        |  |
|  | Vipiteno         | Vipiteno         | 2                |              | Vipiteno     | Vipiteno         | 2                |                  |  |  |            |            |            |  |  |        |        |        |  |
|  |                  |                  |                  |              | Vipiteno     | Vipiteno         | 2                |                  |  |  |            |            |            |  |  |        |        |        |  |
|  |                  |                  | Bolzano          | Bolzano      | 8            |                  |                  |                  |  |  |            |            |            |  |  |        |        |        |  |
|  | Torino           | Torino           | Bolzano          | Bolzano      | 8            | 2                |                  |                  |  |  |            |            |            |  |  |        |        |        |  |
|  | Torino           | Torino           |                  |              |              |                  |                  |                  |  |  |            |            |            |  |  |        |        |        |  |
|  | Bolzano          | Bolzano          | 5                |              |              |                  |                  |                  |  |  |            |            |            |  |  |        |        |        |  |
|  | Bolzano          | Bolzano          | 5                |              | Bolzano      | Bolzano          | 2                |                  |  |  |            |            |            |  |  |        |        |        |  |
|  |                  |                  |                  |              |              |                  |                  |                  |  |  |            |            |            |  |  |        |        |        |  |
|  |                  |                  | Val Pusteria     | Val Pusteria | 3            |                  |                  |                  |  |  |            |            |            |  |  |        |        |        |  |
|  | Val Pusteria     | Val Pusteria     | Val Pusteria     | Val Pusteria | 3            | 10               |                  |                  |  |  |            |            |            |  |  |        |        |        |  |
|  | Val Pusteria     | Val Pusteria     |                  |              |              |                  |                  |                  |  |  |            |            |            |  |  |        |        |        |  |
|  | Egna             | Egna             | 0                |              |              |                  |                  |                  |  |  |            |            |            |  |  |        |        |        |  |
|  | Egna             | Egna             | 0                |              | Val Pusteria | Val Pusteria     | 4                |                  |  |  |            |            |            |  |  |        |        |        |  |
|  |                  |                  |                  |              | Val Pusteria | Val Pusteria     | 4                |                  |  |  |            |            |            |  |  |        |        |        |  |
|  |                  |                  | Alleghe          | Alleghe      | 1            |                  |                  |                  |  |  |            |            |            |  |  |        |        |        |  |
|  | Caldaro          | Caldaro          | Alleghe          | Alleghe      | 1            | 1                |                  |                  |  |  |            |            |            |  |  |        |        |        |  |
|  | Caldaro          | Caldaro          |                  |              |              |                  |                  |                  |  |  |            |            |            |  |  |        |        |        |  |
|  | Alleghe          | Alleghe          | 7                |              |              |                  |                  |                  |  |  |            |            |            |  |  |        |        |        |  |
|  | Alleghe          | Alleghe          | 7                |              | Val Pusteria | Val Pusteria     | 1                |                  |  |  |            |            |            |  |  |        |        |        |  |
|  |                  |                  |                  |              |              |                  |                  |                  |  |  |            |            |            |  |  |        |        |        |  |
|  |                  |                  | Renon            | Renon        | 2            |                  |                  |                  |  |  |            |            |            |  |  |        |        |        |  |
|  | Asiago           | Asiago           | Renon            | Renon        | 2            | 8                |                  |                  |  |  |            |            |            |  |  |        |        |        |  |
|  | Asiago           | Asiago           |                  |              |              |                  |                  |                  |  |  |            |            |            |  |  |        |        |        |  |
|  | Gherdëina        | Gherdëina        | 3                |              |              |                  |                  |                  |  |  |            |            |            |  |  |        |        |        |  |
|  | Gherdëina        | Gherdëina        | 3                |              | Asiago       | Asiago           | 4                |                  |  |  |            |            |            |  |  |        |        |        |  |
|  |                  |                  |                  |              | Asiago       | Asiago           | 4                |                  |  |  |            |            |            |  |  |        |        |        |  |
|  |                  |                  | Cortina          | Cortina      | 1            |                  |                  |                  |  |  |            |            |            |  |  |        |        |        |  |
|  | Appiano          | Appiano          | Cortina          | Cortina      | 1            | 1                |                  |                  |  |  |            |            |            |  |  |        |        |        |  |
|  | Appiano          | Appiano          |                  |              |              |                  |                  |                  |  |  |            |            |            |  |  |        |        |        |  |
|  | Cortina          | Cortina          | 5                |              |              |                  |                  |                  |  |  |            |            |            |  |  |        |        |        |  |
|  | Cortina          | Cortina          | 5                |              | Asiago       | Asiago           | 2                |                  |  |  |            |            |            |  |  |        |        |        |  |
|  |                  |                  |                  |              |              |                  |                  |                  |  |  |            |            |            |  |  |        |        |        |  |
|  |                  |                  | Renon            | Renon        | 3            |                  |                  |                  |  |  |            |            |            |  |  |        |        |        |  |
|  | Renon            | Renon            | Renon            | Renon        | 3            | 7                |                  |                  |  |  |            |            |            |  |  |        |        |        |  |
|  | Renon            | Renon            |                  |              |              |                  |                  |                  |  |  |            |            |            |  |  |        |        |        |  |
|  | Milano           | Milano           | 2                |              |              |                  |                  |                  |  |  |            |            |            |  |  |        |        |        |  |
|  | Milano           | Milano           | 2                |              | Renon        | Renon            | 4                |                  |  |  |            |            |            |  |  |        |        |        |  |
|  |                  |                  |                  |              | Renon        | Renon            | 4                |                  |  |  |            |            |            |  |  |        |        |        |  |
|  |                  |                  | Valpellice       | Valpellice   | 3            |                  |                  |                  |  |  |            |            |            |  |  |        |        |        |  |
|  | Valpellice       | Valpellice       | Valpellice       | Valpellice   | 3            | 5                |                  |                  |  |  |            |            |            |  |  |        |        |        |  |
|  | Valpellice       | Valpellice       |                  |              |              |                  |                  |                  |  |  |            |            |            |  |  |        |        |        |  |
|  | Pontebba         | Pontebba         | 3                |              |              |                  |                  |                  |  |  |            |            |            |  |  |        |        |        |  |

 Il trofeo è andato allo Sportverein Ritten-Renon che ha vinto la sua prima Coppa Italia, secondo trofeo nella sua storia dopo la Supercoppa italiana vinta nel precedente mese di settembre.

## Supercoppa italiana
Per la Supercoppa italiana i sono affrontate, in gara unica, l'HC Bolzano, squadra vincitrice delle precedenti edizioni di campionato e Coppa Italia, ed il Ritten Sport, finalista in entrambe le competizioni.
Gara Unica
| 17 settembre 2009 Ore 20:30 | Ritten Sport 10:44 G. Jacina (L. Ansoldi) 39:51 D. Tudin (G. Jacina) 40:39 L. Ansoldi (D. Tudin) 41:03 J. Jamieson (A. Tait) 59:29 G. Jacina (D. Tudin) | 5-1 (1-0; 1-0; 3-1) | Bolzano 52:35 F. Clair (K. Coroupe, S. Mather) | Arena Ritten, Renon Spettatori: |

 Il Ritten Sport vince la sua prima Supercoppa italiana, che è anche il primo trofeo della sua storia.

## Serie C Under 26
A causa delle numerose rinunce, alla serie CU26 risultarono iscritte solo dodici compagini: si decise dunque di rinunciare alla suddivisione in prima eseconda divisione, per accorparle tutte in un girone unico.
Quattro sono le squadre altoatesine (i campioni in carica dell'HC Dobbiaco, EV Bozen 84, SC Ora e HC Val Venosta), due trentine (HC Trento e AS Hockey Pergine), tre lombarde (HC Bergamo, HC Chiavenna e HC Como) e tre bellunesi (Alleghe HC, US Tre Cime Auronzo e HC Feltreghiaccio).

### Classifica
|     |                |       |    |    |   |    |     |     |
|     | Squadre        | Punti | PG | V  | N | P  | GF  | GS  |
| 1.  | EV Bozen       | 38    | 22 | 19 | 0 | 3  | 147 | 79  |
| 2.  | Dobbiaco       | 37    | 22 | 17 | 3 | 2  | 159 | 55  |
| 3.  | Pergine        | 29    | 22 | 13 | 3 | 6  | 111 | 75  |
| 4.  | Trento         | 27    | 22 | 13 | 1 | 8  | 93  | 71  |
| 5.  | Alleghe        | 27    | 22 | 12 | 3 | 7  | 92  | 73  |
| 6.  | Como           | 21    | 22 | 10 | 1 | 11 | 67  | 92  |
| 7.  | Chiavenna      | 19    | 22 | 8  | 3 | 11 | 59  | 66  |
| 8.  | Feltreghiaccio | 19    | 22 | 9  | 1 | 12 | 97  | 106 |
| 9.  | Val Venosta    | 17    | 22 | 7  | 3 | 12 | 64  | 88  |
| 10. | Ora            | 16    | 22 | 7  | 2 | 13 | 71  | 102 |
| 11. | Auronzo        | 12    | 22 | 5  | 2 | 15 | 86  | 101 |
| 12. | Bergamo        | 0     | 22 | 0  | 0 | 22 | 31  | 204 |

Legenda: PG = partite giocate; V = vittorie; N = pareggi; P = sconfitte; GF = reti segnate; GS = reti subite

### Play-off
|  | Quarti di finale | Quarti di finale  | Quarti di finale  | Quarti di finale | Quarti di finale |  |  | Semifinali        | Semifinali        | Semifinali  | Semifinali  | Semifinali |   |   | Finale      | Finale      | Finale | Finale | Finale |  |
|  |                  |                   |                   |                  |                  |  |  |                   |                   |             |             |            |   |   |             |             |        |        |        |  |
|  | 1                | EV Bozen 84       | EV Bozen 84       | 10               | 6                |  |  |                   |                   |             |             |            |   |   |             |             |        |        |        |  |
|  | 8                | HC Feltreghiaccio | HC Feltreghiaccio | 2                | 1                |  |  | EV Bozen 84       | EV Bozen 84       | EV Bozen 84 | 4           | 3          |   |   |             |             |        |        |        |  |
|  | 4                | HC Adige Trento   | HC Adige Trento   | 1                | 3                |  |  | Alleghe HC        | Alleghe HC        | Alleghe HC  | 3           | 1          |   |   |             |             |        |        |        |  |
|  | 5                | Alleghe HC        | Alleghe HC        | 4                | 5                |  |  |                   |                   |             |             |            |   |   | EV Bozen 84 | EV Bozen 84 | 4      | 3      | 4      |  |
|  | 2                | HC Dobbiaco       | HC Dobbiaco       | 5                | 3                |  |  |                   |                   | HC Dobbiaco | HC Dobbiaco | 1          | 5 | 2 |             |             |        |        |        |  |
|  | 7                | HC Chiavenna      | HC Chiavenna      | 1                | 1                |  |  | HC Dobbiaco       | HC Dobbiaco       | 7           | 2           | 3          |   |   |             |             |        |        |        |  |
|  | 3                | AS Hockey Pergine | AS Hockey Pergine | 5                | 2                |  |  | AS Hockey Pergine | AS Hockey Pergine | 2           | 3†          | 2          |   |   |             |             |        |        |        |  |
|  | 6                | HC Como           | HC Como           | 3                | 1                |  |  |                   |                   |             |             |            |   |   |             |             |        |        |        |  |

†: partita terminata ai tempi supplementari
‡: partita terminata ai tiri di rigore
L'EV Bozen 84 vince il titolo di serie C Under 26.

## Serie C Interregionale
La serie C Interregionale ha mantenuto la suddivisione in gironi territoriali, che però sono passati da quattro a tre, con l'unione dei gironi piemontese e lombardo. Altra variazione ha riguardato l'Emilia-Romagna, che è stata staccata dal girone Nord-Est ed accorpata a quello Centro-Sud. I Falchi Boscochiesanuova campioni in carica hanno ritirato l'iscrizione al campionato, in polemica verso la FISG.
- Girone Piemonte-Lombardia: HC Ambrosiana 98, HC Black Angels Milano, HC Casate 2000, Diavoli Rossoneri Milano, HC Giugoma Torino, SG Lecco, HC Pinerolo;
- Girone Nord-Est: Amatori Asiago, HC Val Rendena, USG Zoldo Valcellina;
- Girone Centro-Sud: HC Avezzano, HC Bologna Wizards, HC Mezzaluna Mentana, Phoenix Palermo, ASHC Roma.

Il girone Piemonte-Lombardia qualificava due squadre alle finali nazionali che qualificano due squadre alle finali nazionali, una squadra aveva invece accesso da ciascuno degli altri due gironi.

### Girone Piemonte-Lombardia

#### Formula
Le squadre si sono affrontate in un girone di andata e ritorno, con incontri che assegnavano due punti in caso di vittoria ed un punto in caso di pareggio. Le prime due classificate hanno avuto accesso alle finali nazionali.

#### Classifica
|    |              |       |    |    |   |    |     |     |
|    | Squadre      | Punti | PG | V  | N | P  | GF  | GS  |
| 1. | Casate       | 22    | 12 | 11 | 0 | 1  | 127 | 37  |
| 2. | Black Angels | 21    | 12 | 10 | 1 | 1  | 113 | 43  |
| 3. | Pinerolo     | 17    | 12 | 8  | 1 | 3  | 96  | 63  |
| 4. | Ambrosiana   | 12    | 12 | 6  | 0 | 6  | 70  | 77  |
| 5. | Diavoli      | 8     | 12 | 4  | 0 | 8  | 41  | 84  |
| 6. | Lecco        | 1     | 11 | 0  | 1 | 10 | 35  | 104 |
| 7. | Giugoma      | 1     | 11 | 0  | 1 | 10 | 51  | 125 |

L'HC Casate 2000 vince il girone Piemonte-Lombardia della Serie C ed accede alle finali nazionali assieme all'HC Black Angels Milano.

### Girone Nord-Est

#### Formula
Le squadre si sono affrontate due volte in casa e due in trasferta nella Regular season. Al girone sarebbero dovuti seguire i play-off, con una semifinale tra terza e seconda classificata, la vincente della quale avrebbe sfidato la prima del girone nella finale.. Il ritiro dai play-off del Val Rendena, ha fatto tuttavia sì che si disputasse la sola finale tra le prime due classificate.

#### Classifica
|    |             |       |    |   |     |     |   |    |    |
|    | Squadre     | Punti | PG | V | VOT | POT | P | GF | GS |
| 1. | Asiago      | 19    | 8  | 6 | 0   | 1   | 1 | 81 | 38 |
| 2. | Zoldo       | 17    | 8  | 5 | 1   | 0   | 2 | 63 | 46 |
| 3. | Val Rendena | 0     | 8  | 0 | 0   | 0   | 8 | 34 | 92 |

#### Finale

##### Gara 1
| Asiago 9 marzo 2010, ore 20.30 | Amatori Asiago                 | 5 – 4 (2:0, 1:0, 2:4) referto | USG Zoldo | Odegar\| Arbitro: \| Sergio Stella, Federico Stella \| |
| Arbitro:                       | Sergio Stella, Federico Stella |                               |           |                                                        |

##### Gara 2
| Claut 14 marzo 2010, ore 19.00 | USG Zoldo          | 5 – 6 (1:2; 2:3; 2:1) referto | Amatori Asiago | Stadio della Valentina\| Arbitro: \| Grandini, Da Corte \| |
| Arbitro:                       | Grandini, Da Corte |                               |                |                                                            |

L'Amatori Asiago vince il girone Nord-Est e accede alle finali nazionali.

### Girone Centro-Sud

#### Formula
Girone di andata e ritorno, con la prima classificata che ha avuto accesso alle finali nazionali.

#### Classifica
|    |          |       |    |   |   |   |    |    |
|    | Squadre  | Punti | PG | V | N | P | GF | GS |
| 1. | Roma     | 14    | 7  | 7 | 0 | 0 | 56 | 20 |
| 2. | Bologna  | 10    | 8  | 5 | 0 | 3 | 81 | 23 |
| 3. | Mentana  | 10    | 8  | 4 | 0 | 4 | 39 | 40 |
| 4. | Avezzano | 0     | 5  | 0 | 0 | 5 | 2  | 46 |
| 5. | Palermo  | 0     | 6  | 0 | 0 | 4 | 1  | 49 |

L'HC Roma vince il girone centro-sud ed accede alle finali nazionali.

### Finali Nazionali
Alle finali nazionali hanno avuto accesso le vincitrici dei tre gironi e la seconda classificata del girone piemontese-lombardo: HC Roma, HC Casate 2000, HC Black Angels e Asiago Hockey.
Le finali si disputeranno a Mentana l'11 e 12 aprile 2010.

#### Formula
Nella prima giornata le quattro squadre si incontreranno in un girone di sola andata, con incontri della durata di due tempi da 20 minuti, cui seguiranno - in caso di parità - i tiri di rigore.
Nella seconda giornata, le prime due classificate del girone si sfideranno nella finale, mentre terza e quarta si contenderanno il terzo posto, sulla distanza regolamentare dei tre tempi da venti minuti

#### Girone
| Mentana 11 aprile 2010, ore 8.30 | Amatori Asiago | 8 – 6 | HC Black Angels | Palaghiaccio Mezzaluna |

| Mentana 11 aprile 2010, ore 10.00 | HC Casate 2000 | 5 – 8 | HC Roma | Palaghiaccio Mezzaluna |

| Mentana 11 aprile 2010, ore 13.00 | HC Roma | 0 – 4 | HC Black Angels | Palaghiaccio Mezzaluna |

| Mentana 11 aprile 2010, ore 14.30 | HC Casate 2000 | 0 – 6 | Amatori Asiago | Palaghiaccio Mezzaluna |

| Mentana 11 aprile 2010, ore 17.30 | HC Casate 2000 | 3 – 6 | HC Black Angels | Palaghiaccio Mezzaluna |

| Mentana 11 aprile 2010, ore 19.30 | HC Roma | 0 – 7 | Amatori Asiago | Palaghiaccio Mezzaluna |

##### Classifica
|    |              |       |    |   |     |     |   |    |    |
|    | Squadre      | Punti | PG | V | VOT | POT | P | GF | GS |
| 1. | Asiago       | 9     | 3  | 3 | 0   | 0   | 0 | 21 | 6  |
| 2. | Black Angels | 6     | 3  | 2 | 0   | 0   | 1 | 16 | 11 |
| 3. | Roma         | 3     | 3  | 1 | 0   | 0   | 2 | 8  | 16 |
| 4. | Casate 2000  | 0     | 3  | 0 | 0   | 0   | 3 | 8  | 20 |

#### Finali
Terzo posto
| Mentana 12 aprile 2010, ore 8.30 | HC Roma | 9 – 2 (5:1; 4:1) | HC Casate 2000 | Palaghiaccio Mezzaluna |

Primo posto
| Mentana 12 aprile 2010, ore 8.30 | Amatori Asiago | 6 – 3 (2:2; 1:0; 3:1) | HC Black Angels | Palaghiaccio Mezzaluna |

L'Amatori Asiago è campione nazionale di Serie C Interregionale.